# Côme Isaïe Rinfret
Pour l’article homonyme, voir Rinfret.
Côme Isaïe Rinfret (6 septembre 1847-8 novembre 1911) fut un médecin et homme politique fédéral du Québec.

## Biographie
Né à Cap-Santé dans le comté de Portneuf au Canada-Est, il effectua ses études au Séminaire de Québec et étudia la médecine à Montréal.
Élu député du Parti libéral du Canada dans la circonscription fédérale de Lotbinière en 1878, il sera réélu en 1882, 1887, 1891 et en 1896. Il démissionne en 1899 pour devenir inspecteur du Revenu intérieur dans le district de Québec.